# Forpus
Genre
Forpus est un genre d'oiseaux qui comprend sept espèces de touis.

## Description
Ces oiseaux ont un plumage essentiellement vert, rehaussé d'autres couleurs (jaune, azur et bleu) et une taille variant de 12 à 14 cm. Leur silhouette robuste et trapue, avec une queue courte et effilée font d'eux de véritables perroquets miniatures. 
Les espèces de ce genre présentent également un dimorphisme sexuel.

## Liste des espèces
D'après la classification de référence (version 14.2, 2024) du Congrès ornithologique international (ordre phylogénique) :
- Forpus modestus – Toui de Sclater
- Forpus cyanopygius – Toui du Mexique
- Forpus crassirostris – Toui à gros bec
- Forpus spengeli – Toui de Spengel
- Forpus xanthopterygius – Toui de Spix
- Forpus passerinus – Toui été
- Forpus conspicillatus – Toui à lunettes
- Forpus coelestis – Toui céleste
- Forpus xanthops – Toui à tête jaune